# Rachele Baldi
Rachele Baldi  (Prato, Italia, 2 de octubre de 1994) es una futbolista italiana. Juega como guardameta y actualmente milita en la A. C. F. Fiorentina de la Serie A de Italia, siendo cedida por la A. S. Roma.

## Trayectoria
Baldi se formó en el Casalguidi y el Montecatini Terme, con los que tuvo experiencias en la Serie C y Serie D. En la temporada 2011-12 jugó en las filas del Siena, que logró el ascenso a la Serie A; sin embargo, el club renunció a inscribirse en la máxima división italiana por problemas financieros, liberando a todas las jugadoras de sus contratos. Baldi se mudó al Castelfranco, donde permaneció durante seis temporadas, todas disputadas en la segunda división italiana, hasta que fichó por el Empoli en 2016. Con este club jugó todos los partidos de la temporada 2016-17, logrando el ascenso a la Serie A. La temporada siguiente, finalmente Baldi debutó en la máxima división de Italia, jugando como titular durante toda la primera parte del campeonato, para luego ceder su puesto a la veterana Silvia Vicenzi, debido a una lesión en el hombro.
En julio de 2018 se transfirió al Florentia San Gimignano, recién ascendido a la Serie A, alternando con la más experta Chiara Marchitelli. Al término de la temporada, finalizada con la permanencia conquistada por el Florentia San Gimignano, Baldi volvió al Empoli, jugando como titular hasta que el campeonato fue suspendido, después de 16 jornadas, debido a la pandemia de COVID-19.
En julio de 2020 fichó por la Roma, jugando por primera vez en un club no toscano. Debutó en el equipo giallorosso en la fecha 3, contra su ex club Empoli. La Roma se coronó campeona de su primer título, la Copa Italia. A comienzos de 2022 fue cedida al Napoli Femminile.

## Selección nacional
Ha sido internacional con la selección universitaria de Italia, participando en la Universiada de Nápoles 2019. El mismo año fue convocada para la selección mayor por Milena Bertolini. También formó parte de la lista de convocadas para la Copa de Algarve 2020, sin embargo nunca ha jugado un partido con las azzurre.

## Clubes
| Club                    | País   | Año         |
| ----------------------- | ------ | ----------- |
| Siena C. F.             | Italia | 2011 - 2012 |
| Castelfranco C. F.      | Italia | 2012 - 2016 |
| Empoli Ladies           | Italia | 2016 - 2018 |
| Florentia San Gimignano | Italia | 2018 - 2019 |
| Empoli Ladies           | Italia | 2019 - 2020 |
| A. S. Roma              | Italia | 2020 - 2022 |
| Napoli Femminile        | Italia | 2022        |
| A. C. F. Fiorentina     | Italia | 2022 - Act. |

## Palmarés

### Campeonatos nacionales
| Título      | Club          | País   | Año         |
| ----------- | ------------- | ------ | ----------- |
| Serie A2    | Siena C. F.   | Italia | 2011 - 2012 |
| Serie B     | Empoli Ladies | Italia | 2016 - 2017 |
| Copa Italia | A. S. Roma    | Italia | 2020 - 2021 |